# KORA – Raubtierökologie und Wildtiermanagement
KORA – Raubtierökologie und Wildtiermanagement ist eine Stiftung mit Sitz in Ittigen (Schweiz), die sich für die Erhaltung von Wildtieren und insbesondere von Raubtieren einsetzt.

## Geschichte
Am 4. August 1967 beschloss der schweizerische Bundesrat die Wiederansiedlung des Eurasischen Luchses in der Schweiz. Die Rückkehr dieser ehemals ausgerotteten Raubtierart in die Schweiz verlangte nach fundierter wissenschaftlicher und praxisorientierter Begleitung. 1971 wurden erste Luchse in den Alpen ausgesetzt. In der Folge widmete sich in den 1980er Jahren das Luchsprojekt Schweiz der Aufgabe, die Wiederansiedlung zu begleiten und zu beobachten. 1994 entstand daraus der nicht-profitorientierte Verein KORA – Koordinierte Forschungsprojekte zur Erhaltung und zum Management der Raubtiere in der Schweiz. Der Verein KORA wurde im Sommer 2017 in die Stiftung «KORA – Raubtierökologie und Wildtiermanagement» überführt.

## Aufgaben, Ziele und Partner
KORA plant, leitet und koordiniert Forschungsprojekte, die sich mit der Ökologie der Raubtiere in der modernen Kulturlandschaft und mit der Koexistenz von Mensch und Raubtier befassen. Ziele der Projekte sind die Erhaltung und das Management der Raubtiere, um ihr langfristiges Überleben sicherzustellen. Dabei wird ein Schwerpunkt auf lösungsorientierte Regelung von Konflikten zwischen Menschen und Wildtieren gelegt.
Die Aufgaben umfassen vorwiegend die folgenden Bereiche:
- Monitoring: Im Auftrag des Bundesamtes für Umwelt leitet KORA die Überwachung der Populationsentwicklung der geschützten Raubtierarten Luchs, Wolf und Braunbär in der Schweiz.
- Forschung: Erforschen der Lebensweise der Raubtiere in der modernen Kulturlandschaft und ihrer Interaktionen mit dem Menschen und anderen Tierpopulationen.
- Information: Information von Behörden, betroffenen Kreisen und der breiten Öffentlichkeit.

Die wichtigsten Auftraggeber sind das Bundesamt für Umwelt sowie die Kantone. Forschungsprojekte zu Grundlagen, aber auch angewandte Forschung werden von öffentlichen wie auch privaten Stiftungen finanziert.
Auf internationaler Ebene sind wichtige Partner unter anderem die Large Carnivore Initiative Europe (LCIE), die Cat Specialist Group der IUCN sowie alle Alpenländer, die im Programm Status and Conservation of the Alpine Lynx Population (SCALP) zusammenarbeiten.
Beim Monitoring arbeitet KORA unter anderem auch mit dem sogenannten Citizen-Science-Ansatz, bei dem verschiedene Personengruppen ihre Beobachtungen verschiedener Raubtierarten melden können.

## Monitoring-Plattform
Das Monitoring, die „Überwachung der Entwicklung der Raubtierpopulation in der Schweiz“, ist seit Dezember 2018 über eine interaktive, mehrsprachige (de/fr/it/en) Web-Plattform KORA Monitoring Center direkt abrufbar. Die Plattform in vier Sprachen dient Behörden, Forschern und betroffenen Kreisen.
Auch allgemein Interessierte haben nach Anmeldung freien Zugang, jedoch mit gewissen Einschränkungen.